# DNV (Unternehmen, bis 2013)

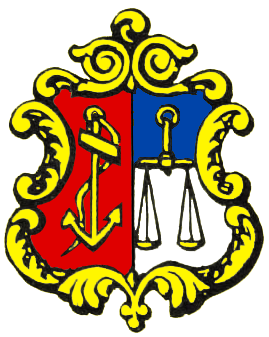
Wappen

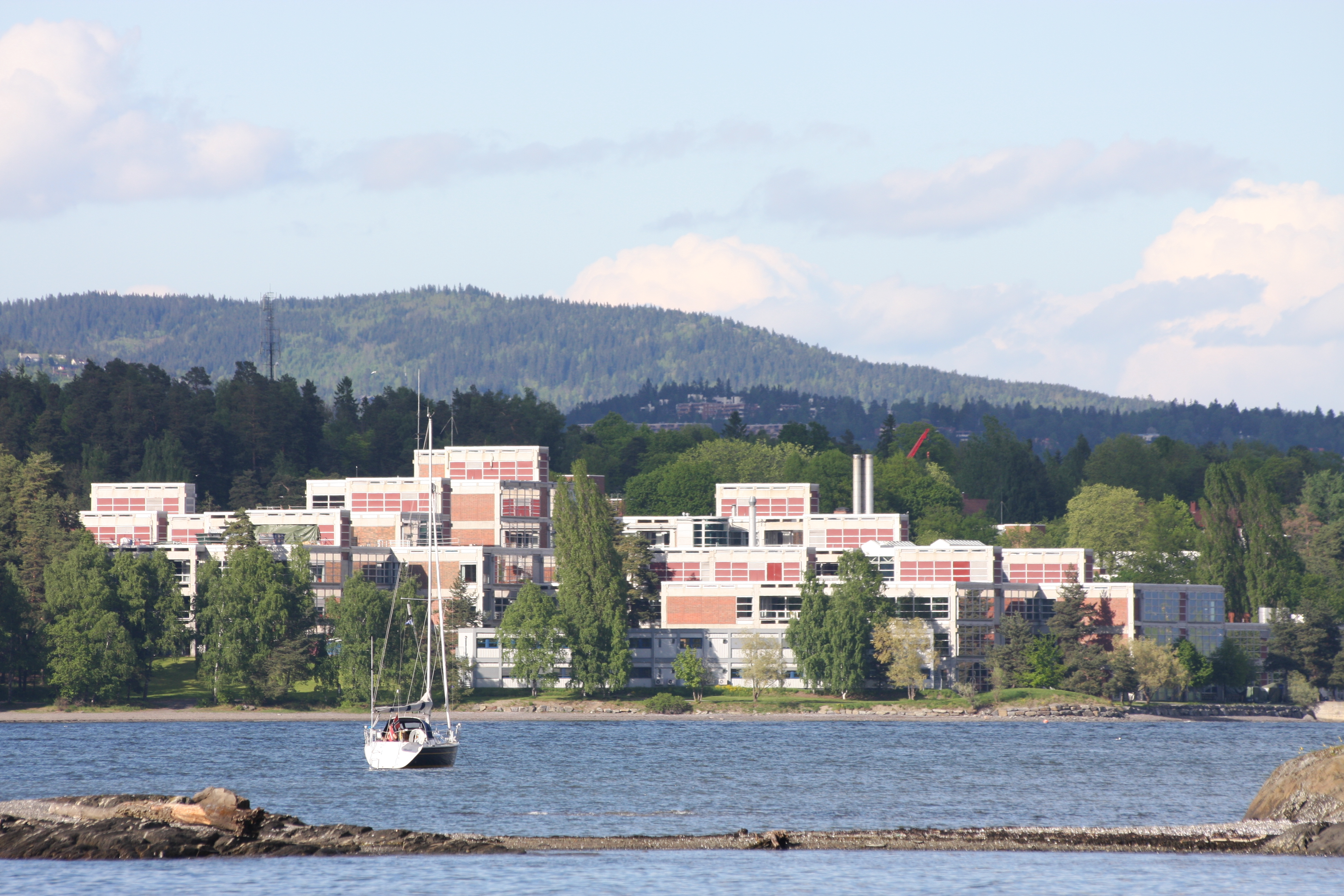
Mit dem Betongtavlen (1977) preisgekröntes Hauptquartier des DNV in Høvik am Oslofjord in Norwegen.

Det Norske Veritas (DNV) war eine Klassifikationsgesellschaft, die 1864 als Stiftung in Oslo gegründet wurde; der Unternehmenszweck war der Schutz von Leben, Eigentum und Umwelt. Zum 12. September 2013 schlossen sich die beiden bisherigen Konkurrenten Det Norske Veritas (DNV) und Germanischer Lloyd (GL) zusammen und gingen in der neuen DNV-GL-Gruppe auf. An 300 Standorten wurden rund 17.000 Mitarbeiter beschäftigt, der Jahresumsatz betrug zuletzt etwa 2,5 Milliarden Euro.

## Hintergrund
Das Unternehmen gliederte sich in drei Geschäftsbereiche: DNV Maritime and Oil & Gas, DNV Kema sowie DNV Business Assurance und verfügte über Niederlassungen in mehr als 100 Ländern und über 10.000 Beschäftigte. In den Bereichen der Schiffsklassifikation (etwa 18 % der weltweiten Schiffsflotte), Managementsystemzertifizierung (mehr als 80.000 gültige Zertifikate, Schwerpunkt Qualitätsmanagementnorm ISO 9001) und im Bereich der Nachhaltigkeitsdienstleistungen für die Energiewirtschaft (etwa der technischen Überwachung von Offshore-Einrichtungen) war DNV eines der weltweit führenden Prüfungsunternehmen.
Schiffe, die vom Det Norske Veritas vermessen sind, tragen die Lettern NV an den Ladelinien (Plimsoll-Marke) mittschiffs.

## Fusion mit GL
Ende 2012 vereinbarten die beiden Klassifikationsgesellschaften DNV und Germanischer Lloyd (GL) eine Fusion, nach der die norwegische DNV-Stiftung 63,5 % und die deutsche Investmentgesellschaft Mayfair (als Eigentümer des GL) 36,5 % der Anteile an der neuen DNV GL Group halten werden. Damit entstand eine sehr bedeutende Klassifikationsgesellschaft mit einem breiten Portfolio für alle Bereiche.
Im September 2013 wurde bekannt gegeben, dass die Fusion der Unternehmen Germanischer Lloyd (GL) und DNV zum 12. September 2013 wirksam ist. Die Kartellbehörden der vier erforderlichen Gerichtszuständigkeiten (Südkorea, USA, EU/Norwegen und China) hatten dieser Fusion zugestimmt.
Das kombinierte Unternehmen firmierte zunächst als DNV GL.
DNV GL beschreibt seine Position wie folgt:

We now form the world’s largest ship and offshore classification society, the leading technical advisor to the global oil and gas industry, and a leading expert for the energy value chain including renewables and energy efficiency. We’ve also taken a position as one of the top three certification bodies in the world.

Ab März 2021 wird DNV GL zu DNV umfirmiert, um eine Einheit nach außen zu symbolisieren.